# Kirchenpingarten
Kirchenpingarten település Németországban, azon belül Bajorországban. Lakosainak száma 1283 fő (2023. december 31.).

## Népesség
A település népessége az elmúlt években az alábbi módon változott:
| Lakosok száma | 491  | 505  | 1149 | 1118 | 1270 | 1241 | 1252 | 1272 | 1274 | 1283 |
|               | 1875 | 1950 | 1975 | 1987 | 2012 | 2014 | 2016 | 2017 | 2021 | 2023 |